# Championnat du monde de rink hockey masculin juniors 1999
Navigation
Championnat du monde juniors 2002
La première édition non officielle du championnat du monde juniors de rink hockey s'est déroulé entre le 29 novembre et le 4 décembre 1999, à Cali ( Colombie).
Cette compétition a réuni les meilleurs joueurs de moins de 20 ans de dix sélections du monde entier.

## Déroulement
Pour la phase de qualification, les dix équipes participantes sont réparties dans deux groupes de cinq. À l'intérieur d'un groupe, chaque équipe se rencontre une fois afin d'établir un classement.
Lors de la phase finale, les quatre meilleures équipes de chaque groupe sont qualifiées pour les quarts de finale et se disputent donc les places 1 à 8. Les équipes qui se classent dernières de leur groupe, se disputent la 9e place, sur deux matchs.

## Phase de qualification

### Groupe A
| Rang | Équipe         | Pts | J | G | N | P | Bp | Bc | Diff |  | Résultats (dom.\ext.) |  |     |      |     |      |
| ---- | -------------- | --- | - | - | - | - | -- | -- | ---- |  | --------------------- |  | --- | ---- | --- | ---- |
| 1    | Argentine      | 8   | 4 | 4 | 0 | 0 | 37 | 3  | +34  |  | Argentine             |  | 3-2 | 17-0 | 6-0 | 11-1 |
| 2    | Colombie       | 6   | 4 | 3 | 0 | 1 | 24 | 7  | +17  |  | Colombie              |  |     | 4-2  | 7-1 | 11-1 |
| 3    | Afrique du Sud | 4   | 4 | 2 | 0 | 2 | 11 | 25 | -14  |  | Afrique du Sud        |  |     |      | 5-1 | 4-3  |
| 4    | Australie      | 1   | 4 | 0 | 1 | 3 | 6  | 22 | -16  |  | Australie             |  |     |      |     | 4-4  |
| 5    | Macao          | 1   | 4 | 0 | 1 | 3 | 9  | 30 | -21  |  | Macao                 |  |     |      |     |      |

### Groupe B
| Rang | Équipe     | Pts | J | G | N | P | Bp | Bc | Diff |  | Résultats (dom.\ext.) |  |     |     |      |     |
| ---- | ---------- | --- | - | - | - | - | -- | -- | ---- |  | --------------------- |  | --- | --- | ---- | --- |
| 1    | Chili      | 8   | 4 | 4 | 0 | 0 | 20 | 4  | +16  |  | Chili                 |  | 2-1 | 4-3 | 10-1 | 4-0 |
| 2    | France     | 6   | 4 | 3 | 0 | 1 | 20 | 3  | +17  |  | France                |  |     | 8-0 | 9-1  | 2-0 |
| 3    | Brésil     | 3   | 4 | 1 | 1 | 2 | 12 | 15 | -3   |  | Brésil                |  |     |     | 2-2  | 7-1 |
| 4    | Mexique    | 2   | 4 | 0 | 2 | 2 | 7  | 24 | -17  |  | Mexique               |  |     |     |      | 3-3 |
| 5    | États-Unis | 1   | 4 | 0 | 1 | 3 | 4  | 16 | -12  |  | États-Unis            |  |     |     |      |     |

## Phase finale

### Matchs de classement
L'équipe de Macao et celle des États-Unis finissent à la dernière place des groupes A et B. Ces deux équipes se rencontrent donc sur deux matchs afin de déterminer l'équipe qui se classe à la 9e place de la compétition.
| Équipe 1 | Score | Équipe 2   |
| -------- | ----- | ---------- |
| Macao    | 5-1   | États-Unis |
| Macao    | 2-8   | États-Unis |

L'équipe des États-Unis gagne la 9e place du classement en battant l'équipe de Macao sur le cumul des deux matchs (9-7).

### Tableau final
|  | Quarts de finale | Quarts de finale | Quarts de finale | Quarts de finale |          |          | Demi-finales | Demi-finales | Demi-finales | Demi-finales |  |  | Finale | Finale | Finale | Finale |
|  |                  |                  |                  |                  |          |          |              |              |              |              |  |  |        |        |        |        |
|  |                  |                  |                  |                  |          |          |              |              |              |              |  |  |        |        |        |        |
|  |                  |                  |                  |                  |          |          |              |              |              |              |  |  |        |        |        |        |
|  | Colombie         | Colombie         | 4                | 4                |          |          |              |              |              |              |  |  |        |        |        |        |
|  | Colombie         | Colombie         | 4                | 4                |          |          |              |              |              |              |  |  |        |        |        |        |
|  | Brésil           | Brésil           | 2                | 2                |          |          |              |              |              |              |  |  |        |        |        |        |
|  | Brésil           | Brésil           | 2                | 2                | Colombie | Colombie | 1            | 1            |              |              |  |  |        |        |        |        |
|  |                  |                  |                  |                  | Colombie | Colombie | 1            | 1            |              |              |  |  |        |        |        |        |
|  |                  |                  | Chili            | Chili            | 2        | 2        |              |              |              |              |  |  |        |        |        |        |
|  | Chili            | Chili            | Chili            | Chili            | 2        | 2        | 10           | 10           |              |              |  |  |        |        |        |        |
|  | Chili            | Chili            |                  |                  |          |          |              | 10           |              |              |  |  |        |        |        |        |
|  | Australie        | Australie        | 0                | 0                |          |          |              |              |              |              |  |  |        |        |        |        |
|  | Australie        | Australie        | 0                | 0                | Chili    | Chili    | 2            | 2            |              |              |  |  |        |        |        |        |
|  |                  |                  |                  |                  | Chili    | Chili    | 2            | 2            |              |              |  |  |        |        |        |        |
|  |                  |                  | Argentine        | Argentine        | 6        | 6        |              |              |              |              |  |  |        |        |        |        |
|  | France           | France           | Argentine        | Argentine        | 6        | 6        | 8            | 8            |              |              |  |  |        |        |        |        |
|  | France           | France           |                  |                  |          |          |              |              |              |              |  |  |        |        |        |        |
|  | Afrique du Sud   | Afrique du Sud   | 0                | 0                |          |          |              |              |              |              |  |  |        |        |        |        |
|  | Afrique du Sud   | Afrique du Sud   | 0                | 0                | France   | France   | 0            | 0            |              |              |  |  |        |        |        |        |
|  |                  |                  |                  |                  | France   | France   | 0            | 0            |              |              |  |  |        |        |        |        |
|  |                  |                  | Argentine        | Argentine        | 1        | 1        |              |              |              |              |  |  |        |        |        |        |
|  | Argentine        | Argentine        | Argentine        | Argentine        | 1        | 1        | 12           | 12           |              |              |  |  |        |        |        |        |
|  | Argentine        | Argentine        |                  |                  |          |          |              | 12           |              |              |  |  |        |        |        |        |
|  | Mexique          | Mexique          | 0                | 0                |          |          |              |              |              |              |  |  |        |        |        |        |
|  | Mexique          | Mexique          | 0                | 0                |          |          |              |              |              |              |  |  |        |        |        |        |
|  |                  |                  |                  |                  |          |          |              |              |              |              |  |  |        |        |        |        |

Match pour la troisième place
| Équipe 1 | Score | Équipe 2 |
| -------- | ----- | -------- |
| Colombie | 2-3   | France   |

|  | Matchs pour les places 5 à 8 | Matchs pour les places 5 à 8 |                        |   | Match pour la 5e place | Match pour la 5e place |
|  | Matchs pour les places 5 à 8 | Matchs pour les places 5 à 8 |                        |   | Match pour la 5e place | Match pour la 5e place |
|  |                              |                              |                        |   |                        |                        |
|  |                              |                              |                        |   |                        |                        |
|  |                              |                              |                        |   |                        |                        |
|  | Brésil                       | 7                            |                        |   |                        |                        |
|  | Brésil                       | 7                            |                        |   |                        |                        |
|  | Australie                    | 0                            |                        |   |                        |                        |
|  | Australie                    | 0                            | Brésil                 | 8 |                        |                        |
|  |                              |                              | Brésil                 | 8 |                        |                        |
|  |                              | Mexique                      | 2                      |   |                        |                        |
|  | Afrique du Sud               | Mexique                      | 2                      | 3 |                        |                        |
|  | Afrique du Sud               |                              |                        | 3 |                        |                        |
|  | Mexique                      | 5                            |                        |   |                        |                        |
|  | Mexique                      | 5                            | Match pour la 7e place |   |                        |                        |
|  |                              |                              |                        |   |                        |                        |
|  |                              |                              |                        |   |                        |                        |
|  |                              |                              |                        |   |                        |                        |
|  | Australie                    | 0                            |                        |   |                        |                        |
|  | Australie                    | 0                            |                        |   |                        |                        |
|  | Afrique du Sud               | 5                            |                        |   |                        |                        |
|  | Afrique du Sud               | 5                            |                        |   |                        |                        |

## Classement final
| Place              | Équipe         |
| ------------------ | -------------- |
| Médaille d'or      | Argentine      |
| Médaille d'argent  | Chili          |
| Médaille de bronze | France         |
| 4                  | Colombie       |
| 5                  | Brésil         |
| 6                  | Mexique        |
| 7                  | Afrique du Sud |
| 8                  | Australie      |
| 9                  | États-Unis     |
| 10                 | Macao          |